# Hexenverfolgung im Waadtland

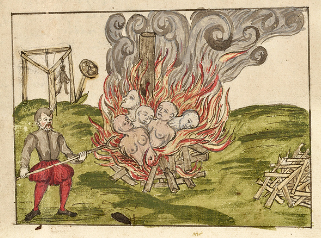
«Am 14. Februar 1573 wurden in Lausanne fünf Hexen verbrannt.» Aus der Wickiana, Chronik des Zürcher Chorherrn Johann Jakob Wick.

Die Hexenverfolgung im Waadtland (Romandie) forderte vom Spätmittelalter bis zum 18. Jahrhundert aussergewöhnlich viele Opfer, die aufgrund von Hexenprozessen hingerichtet wurden. Nach einer Auswertung der Berner Ratsmanuale (Protokolle der Ratssitzungen) wurden 1700 Personen gezählt, die in der Region zwischen 1580 und 1655 wegen Hexerei verbrannt wurden. Nach der Historikerin Martine Ostorero, die an der Universität Lausanne mit der systematischen Aufarbeitung der Hexenverfolgungen in der Region befasst ist, beläuft sich die Gesamtzahl der vollstreckten Todesurteile auf rund 2000.

## Geschichte

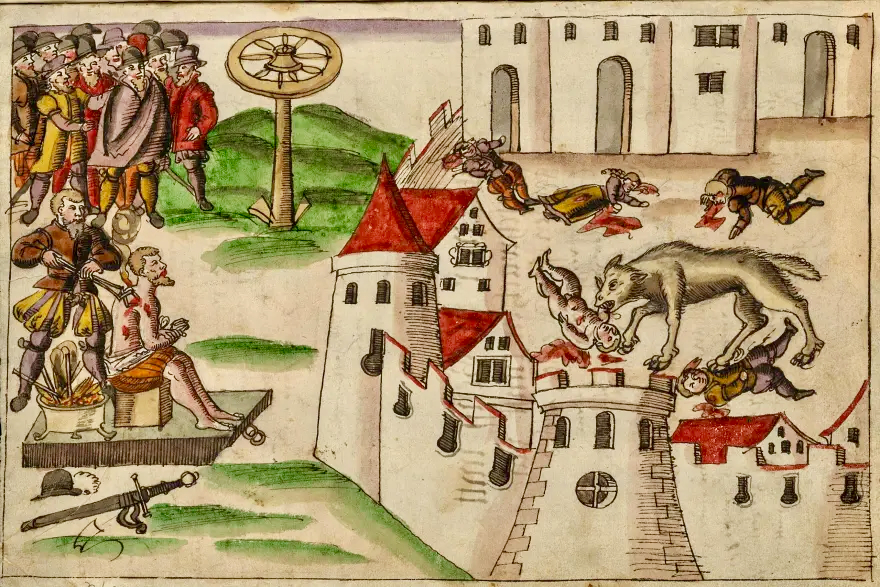
«In Genf tötete ein Mann 16 Kinder, als er sich in einen Wolf verwandelt hatte; er wurde am 15. Oktober 1580 hingerichtet.» Kolorierte Federzeichnung aus der Wickiana.

Zu ersten Hexenverfolgungen kam es um 1430 im Wallis. Diese weiteten sich auf Freiburg und Neuenburg (um 1440) aus, um dann verschiedene Orte in der Waadt zu erreichen. Hexenprozesse fanden in Vevey (1448), in den Territorien des Bischofs von Lausanne (um 1460), am Genfersee, in La Tour-de-Peilz, Veytaux und schliesslich in Dommartin (1498 und 1524–1528) statt.
Im Waadtland fanden schweizweit die meisten Hexenprozesse statt, gefolgt von Graubünden. Beides waren Territorien mit einer regional stark zersplitterten Blutgerichtsbarkeit. Die Angeklagten wurden oft direkt in ihrem Wohnort oder in einem der Nachbarorte verurteilt und hingerichtet. Gegenden mit einer zentralisierten Gerichtsbarkeit wiesen dagegen weniger Prozesse auf (zum Beispiel Zürich mit etwa 80). Die Gründe für die hohe Zahl an Prozessen im Waadtland sind, so Wolfgang Behringer, bis heute «nicht ganz enträtselt», Ulrich Pfister sieht einen wichtigen Grund in der «gering» entwickelten «Zentralstaatlichkeit der Schweiz». Entscheidend für die Häufung von Hexereiverfahren scheint mithin auch die herrschaftliche und gerichtsrechtliche Zersplitterung des Gebietes gewesen zu sein.
In dem 1536 von den Bernern eroberten Waadtland kam es zu vielen willkürlichen Hinrichtungen und besonders grausamer Härte bei den Folterungen. Die Berner Regierung erliess 1543 ein Edikt, welches unter anderem ungebräuchliche Foltermethoden und die Hinrichtung ohne weitere Verhandlung untersagte. Kurze Zeit später sah sich der Rat zu Bern sogar veranlasst, in der Waadt jede Hinrichtung zu untersagen, bevor diese nicht vom Rat selbst genehmigt wurde. Mässigung und Einsicht der ausführenden Beamten wurden gefordert. Im Jahr 1600 entschloss sich, laut Wilhelm Gottlieb Soldans Geschichte der Hexenprozesse aus dem Jahr 1843, der Grosse Rat von Bern, die Prozessordnung in Hexensachen anzupassen. Verboten wurde das sofortige Verhaften, Inhaftieren und Foltern von denunzierten Personen sowie die Verwendung ungesetzlicher Folterwerkzeuge. Zunächst sollte eine Befragung erfolgen und sollten Erkundigungen über den Lebenswandel der Person eingezogen werden. Erst im Falle eines begründeten Verdachtes sei Folter anzuwenden, höheren Ortes Rat einzuholen und die Folter langsam zu steigern.

### Reformation und Gegenreformation
Die sozialen Konflikte in der Frühen Neuzeit weiteten sich durch die Reformation und Gegenreformation in der Schweiz aus. Nach dem provokativen Zürcher Wurstessen 1522 und dem Ittinger Klostersturm 1524 fand 1528 die Berner Disputation statt. Die Reformation setzte sich durch und verbreitete sich anschliessend 1536 von Bern aus auch im französischsprachigen Waadtland. Ländliche und städtische Unruhen waren die Folge. Handwerker und Bauern protestierten gegen höhere Lebenshaltungskosten, verlangten niedrigere Steuern und mehr Autonomie. Es gab Spannungen zwischen der reformierten und der katholischen Bevölkerung.
Mit den Sittenmandaten wurde versucht, das tägliche Leben der Menschen zu regeln. Verboten wurden: Fluchen, Schwören, Müssiggang, liederlicher Lebenswandel, aufwendige Feste, Tanzen, Alkoholkonsum, teure Kleidung, Luxus, Glücksspiele, Unzucht und Ehebruch. Eingeführt wurde die Pflicht zum sonntäglichen Messe- und Predigtbesuch. Sittengerichte, in Bern «Chorgericht/consistoire» genannt, wurden 1528 eingeführt und erst 1798 endgültig abgeschafft. Bestraft wurde mit Zurechtweisungen, Ausschluss vom Abendmahl, Bussen, Gefängnis und Verbannung. Die Todesstrafe wurde verhängt. Auch Johannes Calvin befürwortete die Verfolgung und Hinrichtung von Hexen. Unter Berufung auf die Bibelstelle Buch Exodus Kapitel 22, Vers 17 erklärte Calvin, Gott selbst habe die Todesstrafe für Hexen festgesetzt.

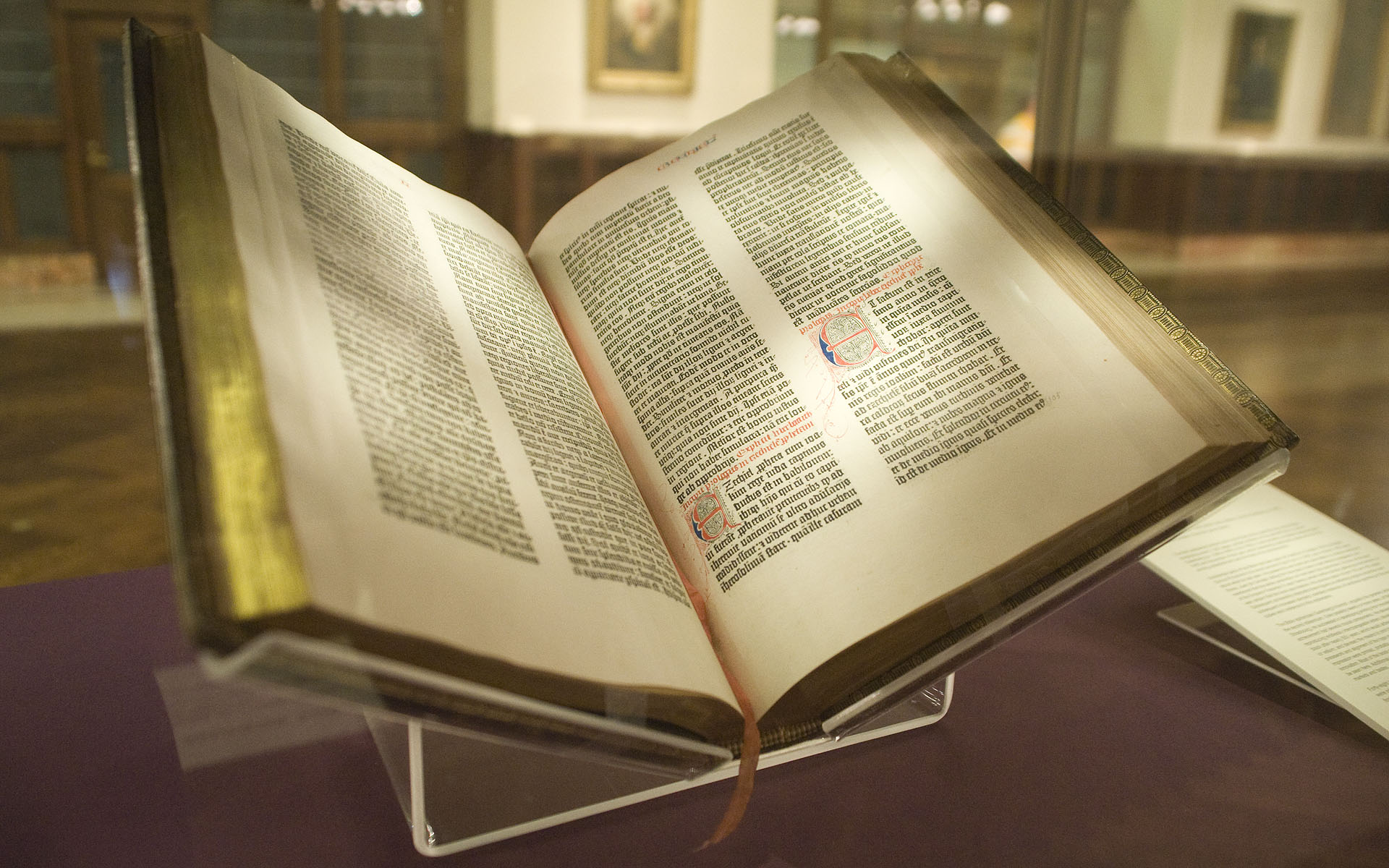
Gutenberg-Bibel von 1455 (2009)

Rita Voltmer und Franz Irsigler führen aus, wie eine originalgetreue Bibelexegese im Protestantismus letztlich zu der Annahme führte, Hexerei gehe grundsätzlich von Frauen aus. Das führte letztlich zu der entscheidenden Veränderung bei der Verfolgung, die nun Frauen in den Fokus nahm. «Als nicht weniger bedeutsam für die Ausbildung der konfessionellen Unterschiede erwies sich die uneinheitliche Übersetzung der fatalen Bibelstelle Exodus 22 Vers 17 (Vers 18 nach älteren Bibelausgaben). Legitimiert durch das Tridentinum, benutzte die katholische Vulgata das männliche Genus (‹die Zauberer sollst du nicht leben lassen›), während Luther die aus dem hebräischen Original stammende – grammatikalisch richtige – weibliche Form anwandte.»
In der Reformationszeit, zwischen 1520 und 1560, fanden in der Schweiz keine Hexenverfolgungen statt, wie Gary K. Waite ausführt, da die Obrigkeiten mit der Verfolgung von Häretikern beschäftigt waren. Bei den Prozessen spielte später die Konfession nur eine untergeordnete Rolle. Hexenverfolgung fand in katholischen, protestantischen und calvinistischen Gebieten statt. Erst mit der Akzeptanz eines Religionspluralismus und dem Abflauen interkirchlicher Konflikte kam es auch zu einem Ende der Hexenverfolgungen.

### Inquisition
Schon 1430 erschienen theoretische Texte über teuflische Sekten und den Hexensabbat in französischer Sprache. Die lateinische Schrift Formicarius von Johannes Nider erschien 1437/38, beschäftigt sich im 5. Kapitel ausführlich mit der Hexenverfolgung und gilt als Vorläufer des Malleus maleficarum. Der von Heinrich Kramer veröffentlichte Hexenhammer von 1486, welcher 1487/88 gedruckt wurde und die Hexenverfolgung legitimierte sowie die Verfolgung von Frauen als Hexen wesentlich förderte, wurde offiziell weder von der Kirche noch von den weltlichen Gerichten anerkannt. Allerdings wurden bis Ende des 17. Jahrhunderts rund 30'000 gedruckte Exemplare über grosse Teile Europas verbreitet, so dass sein Einfluss nicht zu unterschätzen ist.
Als eigentlicher Begründer der Inquisition in den Westschweizer Diözesen Lausanne, Genf und Sitten gilt Ulric de Torrenté. Er war im Kloster La Madeleine in Lausanne ansässig. Von 1429 bis 1430 ermittelte er in der Diözese Lausanne gegen die Waldenser, die als Häretiker galten und von der Inquisition, sobald sie in Erscheinung traten, auf dem Scheiterhaufen hingerichtet wurden. Den Waldensern wurde von ihren Gegnern Hexerei, Zauberei und Astrologie in Teufelsdiensten angedichtet.
Die Amtszeit des Dominikaners und Inquisitors Ulric de Torrenté fällt in die Übergangszeit von der Verfolgung der Häresie zum sich entwickelnden Hexenglauben, wobei die Hexerei auch als Häresie begriffen werden musste, um in den Zuständigkeitsbereich der Inquisition zu fallen. Dieser Übergang erwies sich in der Westschweiz als unumkehrbar. Mit den von ihm initiierten Hexenprozessen an der Waadtländer Riviera etablierte Ulric de Torrenté eine Verfolgungstradition, die sich in der zweiten Hälfte des 15. Jahrhunderts im Waadtland fortsetzte. Erst die Gesetzgebung der Helvetischen Republik, die am 12. April 1798 die Alte Eidgenossenschaft ablöste, beendete offiziell die Hexenverfolgungen in der gesamten Schweiz.

### Anlässe für die Verfolgung wegen Hexerei
Die Anklage kam in der Regel aus der Bevölkerung und lautete häufig auf Schadenzauber. Lange Zeit reichte eine glaubhafte Zeugenaussage aus, um zu einer Verhaftung zu führen. Viele Zeugenaussagen beriefen sich auf zehn und mehr Jahre zurückliegende Ereignisse. Persönliche Feindschaften innerhalb der Nachbarschaft, auffällige körperliche oder soziale Merkmale konnten Gerede und Anschuldigungen hervorrufen.
Fand ein Inquisitionsverfahren statt, wurde das nötige Geständnis, um eine Verurteilung vor einem weltlichen Gericht zu rechtfertigen, mittels Folter erzwungen. Gestanden wurden: Schadenzauber, Teilnahme am Hexensabbat, Hexenflug, Beitritt zur Hexensekte, Häresie, Pakt mit dem Teufel, Teufelsbuhlschaft, Wettermacherei. Unter den Beschuldigten und Hingerichteten befanden sich neben Frauen und Männern auch zahlreiche «Kinderhexen», die jünger waren als 14 Jahre. Während der peinlichen Befragung wurden die Angeklagten gezwungen, weitere angebliche Hexen zu denunzieren. Durch die Besagung kam es zu Nachfolgeprozessen. Strafrechtliche Regelungen fanden im Zusammenhang mit der Inquisition kaum Anwendung, Willkür wurde zur Regel.
Seit der Frühen Neuzeit wurden unerklärliche Todesfälle auf den Teufel zurückgeführt und konnten Anlass zu Anschuldigungen gegen eine Person liefern. Heutige Forschungen gehen davon aus, dass für diese «unerklärlichen» Todesfälle ursächlich waren: Hunger, Kälte (Kleine Eiszeit), Seuchen, mangelnde Hygiene, schlechte Ernährung, der in der Schweiz herrschende Jodmangel, Ungeziefer: darunter Ratten, Mäuse, Zecken, Motten, Flöhe und Körperläuse. Viele Menschen litten an inneren Krankheiten und Darmbeschwerden.

## Zugrundeliegende Gesetzgebung

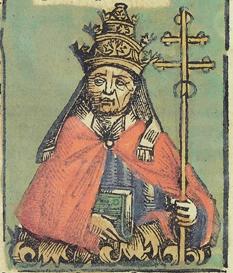
Amadeus VIII. von Savoyen als Gegenpapst Felix V. (Holzschnitt aus der Schedelschen Weltchronik, 1493)

### Die Statuten von Savoyen (1430)
Herzog Amadeus VIII. von Savoyen, als Felix V. der letzte Gegenpapst der katholischen Kirche, erliess im Jahr 1430 die Statuta Sabaudiae (Statuten von Savoyen), einen Gesetzgebungs- und Verwaltungskodex, der erstmals den Straftatbestand der Hexerei gesetzlich regelte. Die Statuten hatten das Ziel, Gesetze und Vorschriften des Herzogtums Savoyen zusammenzuführen und zu vereinheitlichen, und regelten Aspekte der Politik, der Justiz und der Verwaltung. Sie bestehen aus 377 Artikeln und sind in fünf Bücher unterteilt, das erste Buch befasst sich mit religiösen Angelegenheiten. Vor dem Hintergrund des Abendländischen Schismas wurden darin unter anderem die Gefahren zusammengefasst, die dem katholischen Glauben drohten: Gotteslästerer, Ketzer, Hexen und Zauberer, Geisteskranke, aber auch Juden.
Wolfgang Behringer führt in Hexen aus, wie stark die Ausbildung eines Judenstereotyps zu der Ausprägung eines Hexenstereotyps beigetragen habe. Gerade in Savoyen sei der ursprünglich auf Aussätzige angewandte Vorwurf, aus Rache für ihre Erkrankung die Brunnen zu vergiften, als Erklärungsversuch für die periodisch auftretenden Seuchen des Spätmittelalters im 14. Jahrhundert auf Judengemeinden übertragen worden und habe zu dieser Zeit Eingang in die Beschuldigungen der beginnenden Hexenprozesse gefunden.

### Die Berner Verordnungen (1543–1652)
Nach der Rückeroberung des Waadtlandes aus dem Hoheitsgebiet Savoyens im Jahr 1536 durch eidgenössische Truppen griff die Berner Regierung mehrmals in die waadtländische Gesetzgebung ein, um die Anwendung der Folter zu regeln, zuerst 1543, dann 1600, 1609 und 1652. Franz Helbing zufolge sah sich der Rat zu Bern insbesondere aufgrund der Strenge der Verfolgung nach Denunziationen und der Schwere der Folterungen dazu veranlasst, Revisionen der Prozessordnungen zu erlassen, um regionaler Willkür vorzubeugen. Mit der Verordnung des Jahres 1600 sollten die Kosten der Rechtsverfolgung und Hinrichtung im Falle einer Verurteilung aus dem Vermögen der Hingerichteten gedeckt werden. Der Berner Rat beanstandete die bisherige Praxis der Inquisitoren, die diese Kosten der Regierung auferlegten und davon unabhängig das Vermögen der Verurteilten einzogen und sich daran bereicherten. In der Folge der Verordnungen kam es zwar kurz zu einer Einschränkung in der Zahl der Hexenprozesse, die jedoch dann wieder aufgenommen wurden, was sich ähnlich auch nach der Verordnung des Jahres 1609 wiederholte.

## Dokumentierte Fälle

### Die ersten Fälle (1438–1441)

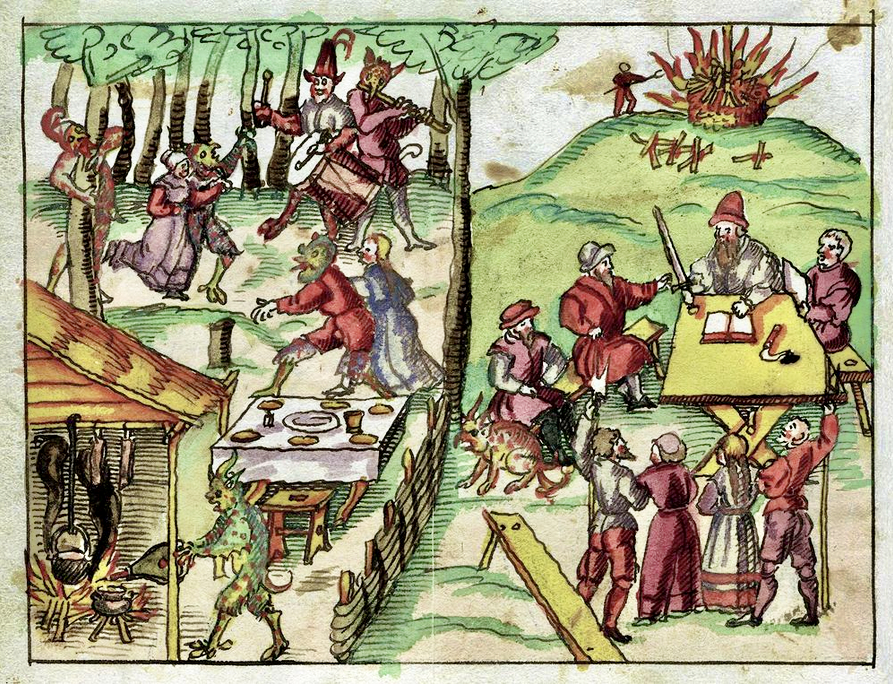
Was mit zwei Hexen der Berner Landschaft geschah, Illustration aus der Wickiana.

Vor dem Beginn einer systematischen Hexenverfolgung kam es im Waadtland ab 1438 zu vereinzelten Prozessen, wahrscheinlich als Reaktion auf bereits bekannte Fälle im Wallis, in Freiburg, Aosta und der Dauphiné. Kennzeichnend für diese frühen Fälle ist, dass sie sich sowohl gegen Männer als auch gegen Frauen richteten.
Bekannt ist, dass im Jahr 1438 der zwanzigjährige Aymonet Maugetaz vom Inquisitor Ulric de Torrenté freigesprochen wurde. Er war angeklagt worden, weil er vorgeblich mit seinem verstorbenen Vater, Jaquet Maugetaz alias Cosandeir, Einwohner von Epesses, an nächtlichen Treffen mit dem Teufel teilgenommen hatte. Aymonet Maugetaz hatte im Dominikanerkloster von Lausanne gegenüber Torrenté eine Beichte über diese Vorgänge abgelegt. Ulric de Torrenté war neben seiner geistlichen Tätigkeit im Kloster von 1423 bis 1442 Inquisitor der Westschweizer Diözesen Lausanne, Genf und Sitten. Die Schilderung von Aymonet Maugetaz gilt als eine der ersten Beschreibungen eines Hexensabbats im gerichtlichen Kontext für das Waadtland.
Der Fall von Sybille Gonra aus Vevey (1441) ist nur aus Buchhaltungsunterlagen bekannt. Sie war die erste Frau, die im Zusammenhang mit den Hexenprozessen im Waadtland wegen Hexerei verbrannt wurde.
Ebenfalls im Jahr 1441 wurde Aymonet Tissotet, der Gouverneur von Orbe, zum ersten Mal von der Inquisition befragt, nachdem ihn ein anderer Angeklagter kurz vor seiner Verurteilung denunziert hatte. Tissotet beantragte bei Papst Felix V. Berufung, woraufhin ihm die kanonische Reinigung der Strafe gewährt wurde. Sieben Jahre später, 1448, wurde er jedoch vom Inquisitor Pierre d’Aulnay wegen Ketzerei zum Tod auf dem Scheiterhaufen verurteilt.

### Hexenverfolgung an der Waadtländischen Riviera und im nördlichen Waadtland (1448–1449)

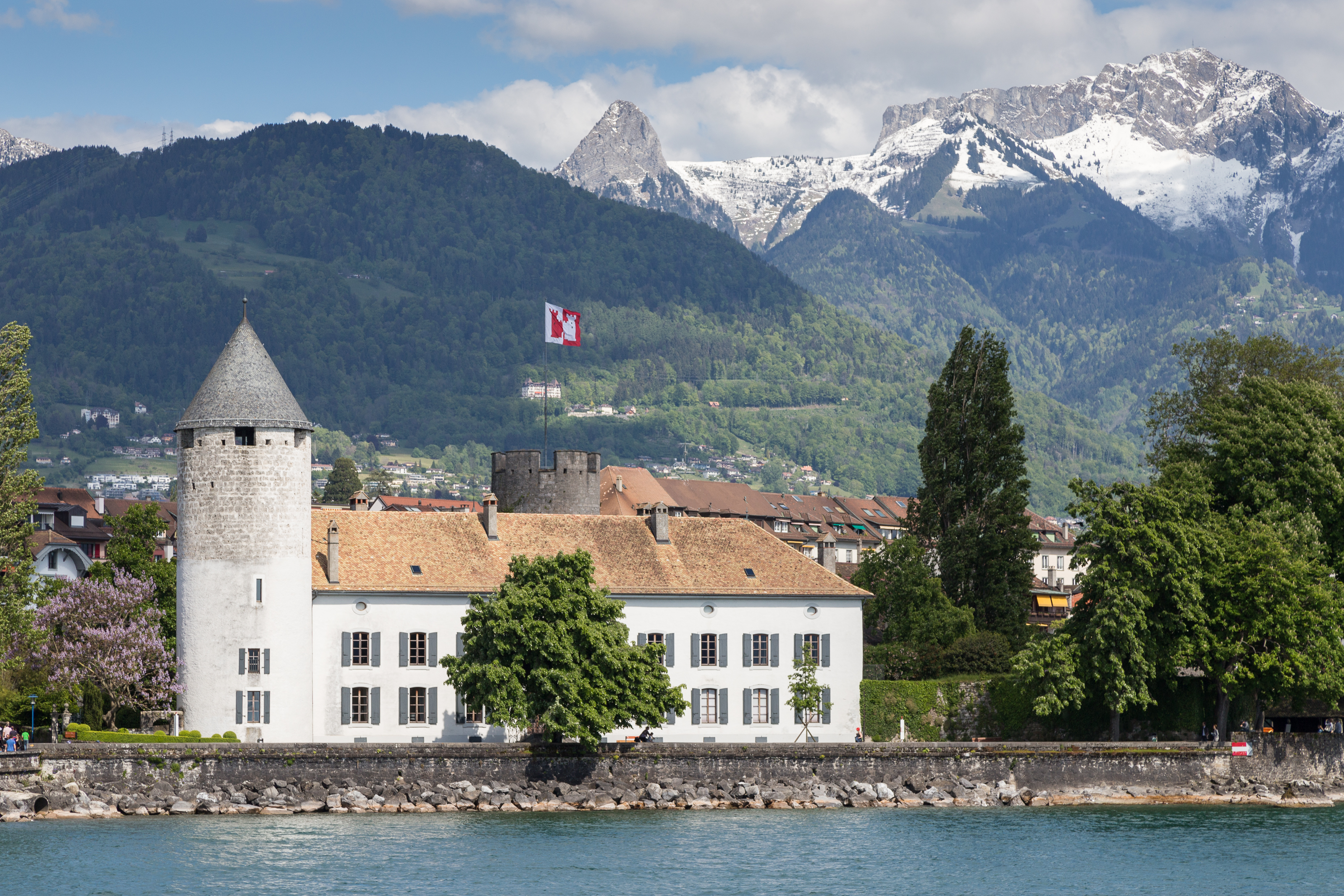
Schloss La Tour-de-Peilz (2014)

Zwischen März und April 1448 fanden im Schloss von La Tour-de-Peilz die Prozesse gegen mindestens drei Männer (Jaquet Durier, Pierre Munier und Antoine Bron) und eine Frau (Catherine Quicquat) statt.
Zu Gericht sassen der Inquisitor Pierre d’Aulnay, sein Vize-Inquisitor Henri Chouvet, der Vikar Léopard de Bosco als Vertreter der bischöflichen Autorität, der Vize-Kastellan des Ortes, Pierre Ros, und einige männliche Vertreter der Schlossherren. Die Original-Akten der Prozesse gegen Jaquet Durier, Catherine Quicquat und Pierre Munier wurden im Register Ac 29 der Archives cantonales vaudoises aufbewahrt. Der Fall von Antoine Bron hingegen ist nur durch eine Textstelle in der Buchhaltung bekannt. Während Pierre Munier als Busse eine Pilgerreise nach Santiago de Compostela und Le Puy-en-Velay antreten musste, wurden die drei anderen Delinquenten zum Tode verurteilt.
Einen Monat später führten der Inquisitor und sein Gefolge in der Herrschaft Champvent einen Prozess gegen Pierre Chavaz und Renaud Brechon. Zu letzterem existieren keine Angaben, ausser dass er zur gleichen Zeit wie Pierre Chavaz inhaftiert wurde. Pierre Chavaz wurde zu lebenslanger Haft verurteilt, nachdem er einen Pakt mit dem Teufel gestanden hatte. Im Jahr darauf wurde Pierre Antoine, ein Notar aus einer Familie in Estavayer, im Norden des Waadtlandes verurteilt. Sowohl Pierre Antoine als auch Pierre Chavaz denunzierten Aymonet Tissotet, der im Februar 1448 verbrannt worden war, als auch Berthold Barban, der 1439 in Rom die Absolution erhalten hatte.

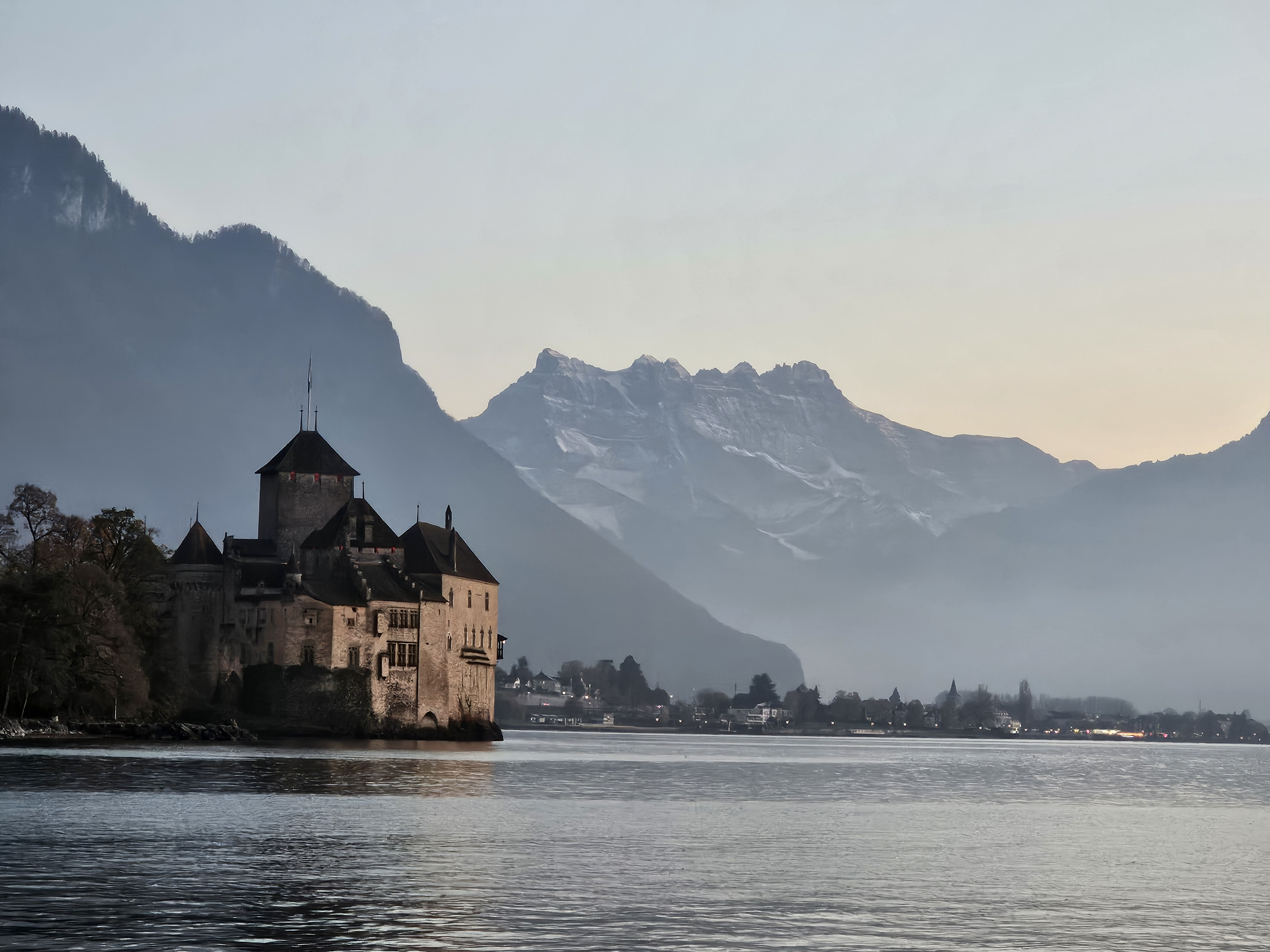
Schloss Chillon (2024)

### Die Hexenverfolgung von Dommartin (1498)
Zwischen Oktober und November 1498 führte der Vize-Inquisitor François Fossaud im Schloss Dommartin die Prozesse gegen François Marguet, Isabelle Perat, Margueritte Diserens und Pierre des Sauges (alias Menetrey). Marguet und Perat wurden verbannt, während Diserens und Sauges zum Tod verurteilt wurden.

### Hexenjagd in der Vogtei Chillon (1595–1601)
In den Jahren 1595 bis 1601 fand unter der Leitung des Vogts und Hauptmanns von Chillon, Nicolas de Watteville, in der Vogtei Chillon (Kastellaneien von Vevey, La Tour-de-Peilz, Chillon (Montreux) und Villeneuve) eine grossangelegte Hexenjagd statt. Der Berner Aristokrat residierte von 1595 bis 1601 in der Festung. Unter seiner Herrschaft wurden 40 Menschen, 35 davon Frauen, in Chillon, Vevey und La Tour-de-Peilz hingerichtet.

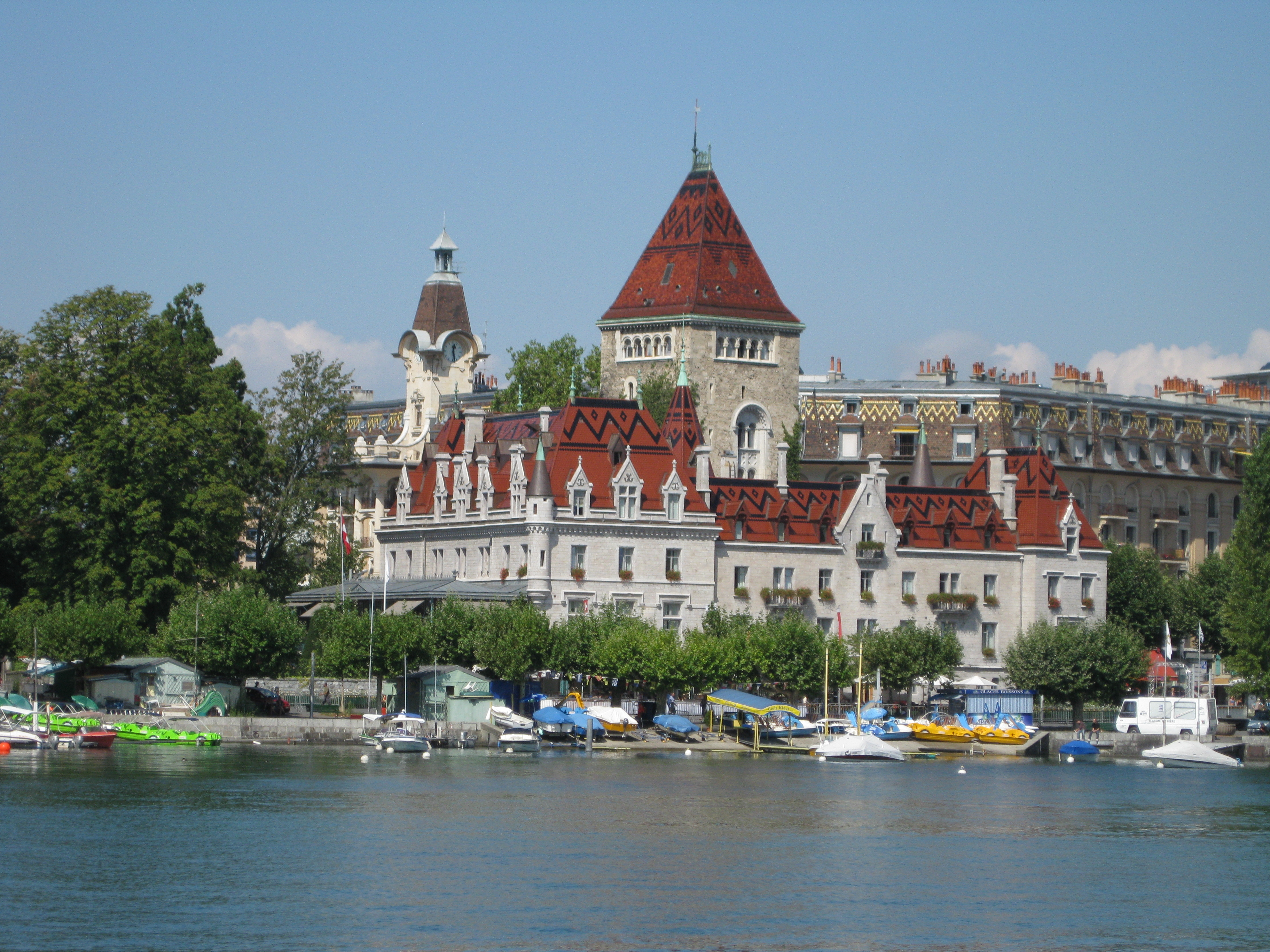
Schloss Ouchy Lausanne, es diente um 1600 als Gefängnis (2009)

### Der Prozess gegen Michère Bauloz (1602)
1602 wurde Michère Bauloz in Lausanne inhaftiert. Unter der Folter gestand sie, sich in einen Werwolf verwandelt zu haben. Zusammen mit Michère Bauloz wurde Thievenaz Bauloz, ihre Schwester, auf dem Scheiterhaufen hingerichtet.

« Item a confessé ladite détenue que l’environ de Noël passé à la persuasion de son dit maître [le diable], avec Jeanne de la Pierre sa complice, près de la nuit, ayant été par leur maître frottées de certaines graisses vertes, et par moyen d’icelle changées en forme de loups. »

«Die Gefangene hat gestanden, dass sie sich ungefähr an Weihnachten von ihrem Meister [dem Teufel] überreden liess, sich, zusammen mit ihrer Komplizin Jeanne de la Pierre, mit verschiedenen grünen Fetten einreiben zu lassen, die sie in eine Wolfsgestalt verwandelt haben.»

### Der Prozess gegen Jeanne Desgras in Veytaux (1664)
Besonders gut dokumentiert ist der Fall der Eheleute Jeanne Desgras und Louys Monney aus der Ortschaft Vevey am Genfersee. Bezüglich Jeanne Desgras, die im Schloss Chillon inhaftiert und zunächst zum Verbrennen bei lebendigem Leib verurteilt worden war, liessen die Berner Behörden Barmherzigkeit walten. Sie wurde vom Scharfrichter enthauptet, bevor ihre Leiche auf dem Scheiterhaufen verbrannt wurde.

## Wissenschaftliche Aufarbeitung
2012 fand im Schloss Chillon die Ausstellung La Chasse aux sorcières dans le Pays de Vaud (deutsch: Die Hexenverfolgung im Waadtland) statt, in der originale Verhörprotokolle und schriftliche Urteile gezeigt wurden. In ihrem Beitrag zum Ausstellungskatalog schätzte Martine Ostorero die Gesamtzahl der vollstreckten Todesurteile auf ungefähr 2000. «Im Waadtland waren in den ersten 100 Jahren zwei Drittel der Opfer Männer. Danach kehrte sich das Verhältnis zulasten der Frauen um», so Ostorero.

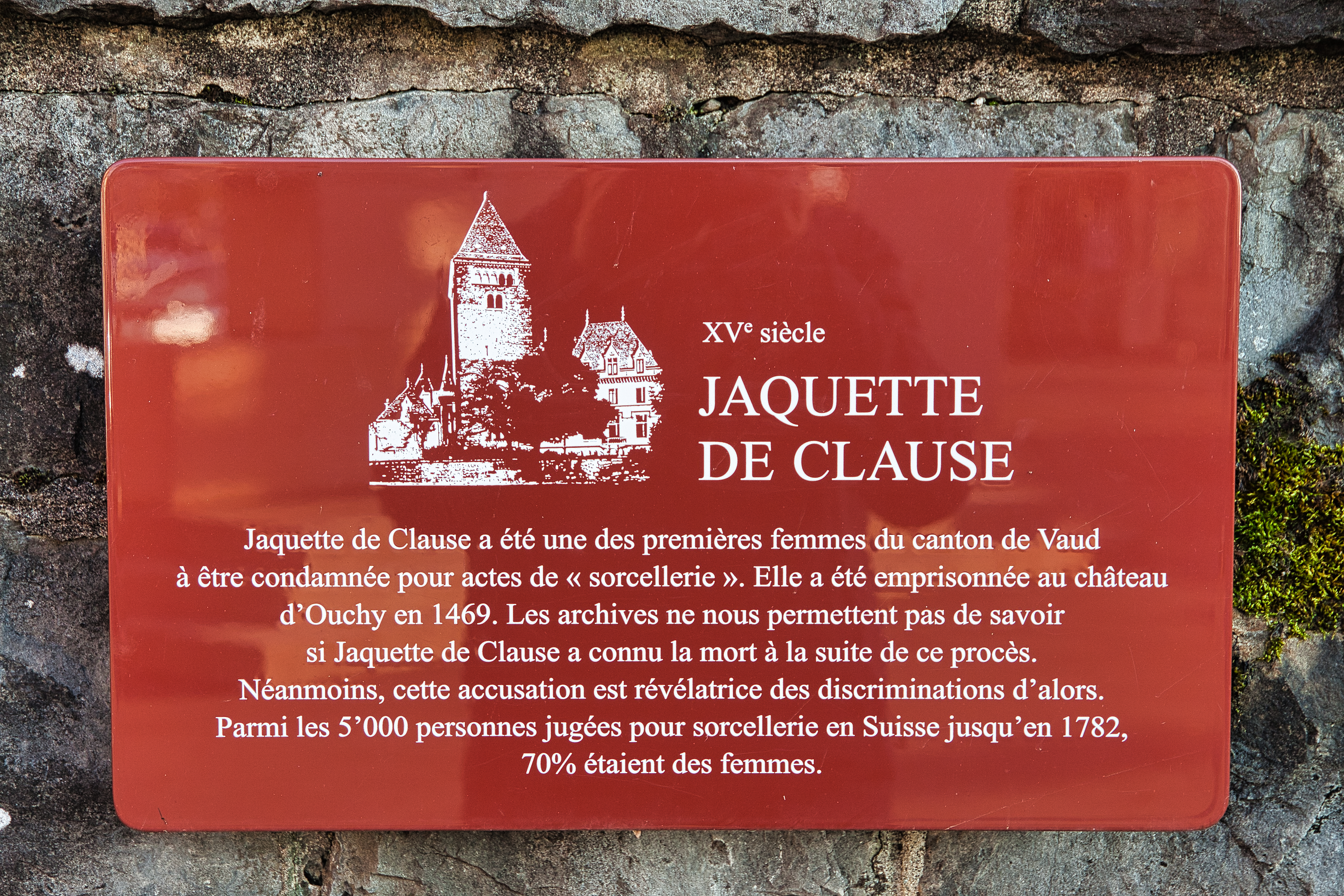
Gedenktafel für Jaquette de Clause (2024)

Im Januar 2022 wurde im Schweizer Fernsehen der Dokumentarfilm À mort la sorcière von Maria Nicollier und Cyril Dépraz gezeigt, begleitet von einer Serie von Audio-Podcasts für Histoire Vivante, moderiert von Cyril Dépraz.

## Gedenken
Zum Gedenken an Jaquette de Clause wurde im Jahr 2020 am Schloss Ouchy in Lausanne eine Gedenktafel angebracht. Sie soll symbolisch für alle Menschen stehen, die der Hexenverfolgung im Waadtland zum Opfer gefallen sind.